# Mahendraparvata
Mahendraparvata est une ancienne cité qui faisait partie de l'Empire khmer au Cambodge. Elle a été découverte en juin 2013 par l'Australien Damian Evans à la suite de fouilles dans la jungle cambodgienne.  Elle se situe à environ quarante kilomètres au nord-ouest du temple d’Angkor Vat. 
Des études menées dans le passé sur d’anciens manuscrits ainsi qu'une stèle (déchiffrée au début du XXe siècle) indiquent qu’il s’agit d’une capitale fondée en 802 par Jayavarman II. Des études menées dans le passé sur d'anciens manuscrits ainsi que sur une stèle indiquent que Jayavarman II s'est installé dans la montagne cambodgienne et a fondé en 802 une puissante capitale royale : Mahendraparvata. 
L'expédition de 1936 conduite par l'archéologue et historien de l'art français Philippe Stern a exploré les hauteurs du Phnom Kulen. Il y a découvert des temples et des statues de Vishnu, auparavant inconnus, et a décrit la région comme le premier véritable temple-montagne. Mais la région, tout en étant la source de rivières coulant vers le Sud et vers le Tonlé Sap, était isolée. Plus tard, Jayavarman II déménagea à Hariharalaya où il est mort en 835. 
Des recherches, effectuées en 2015 grâce à un radar LiDAR attaché à un hélicoptère, ont permis d’explorer les sols et sous-sols au-delà de la jungle et de découvrir l'immensité de la cité (environ 3 fois la superficie de Paris).